# Xã West Fallowfield, Quận Crawford, Pennsylvania
Xã West Fallowfield (tiếng Anh: West Fallowfield Township) là một xã thuộc quận Crawford, tiểu bang Pennsylvania, Hoa Kỳ. Năm 2010, dân số của xã này là 605 người.